# Helmut Winschermann
Helmut Winschermann (* 22. März 1920 in Mülheim an der Ruhr; † 4. März 2021 in Bonn) war ein deutscher Oboist, Hochschullehrer und Dirigent.

## Oboist und Hochschullehrer
Der wegen einer Gaumenlähmung sprachgestörte Helmut Winschermann studierte ab 1936 zunächst Violine an der Folkwangschule in Essen, wo er jedoch bald das Fach wechselte und vom bedeutenden Oboisten Johann Baptist Schlee (1897–1975) unterrichtet wurde. Nach nur einem Jahr folgte eine erste Orchesterverpflichtung in Witten, ab 1939 beim Städtischen Orchester Oberhausen. Bald nach Kriegsende 1945 übernahm Winschermann die Planstelle des 1. Solo-Oboisten im Sinfonieorchester von Radio Frankfurt, dem späteren Hessischen Rundfunk (HR). Bis 1951 übte er diese Tätigkeit aus, wurde aber schon im Jahre 1948 als Dozent an die Nordwestdeutsche Musikakademie Detmold berufen. 1951 gründete er dort eine Meisterklasse für Oboe und Kammermusik und übernahm 1956 die neu geschaffene Professur für Oboe. Eine Reihe hoch angesehener Oboisten ist aus seiner „Oboenfabrik“, wie es Winschermann später einmal genannt hat, hervorgegangen, wie zum Beispiel Hansjörg Schellenberger, Günther Passin, Fumiaki Miyamoto, Ingo Goritzki und Gernot Schmalfuß, Winschermanns späterer Nachfolger in der Professur in Detmold.
Gemeinsam mit dem Flötisten Kurt Redel und der Cembalistin Irmgard Lechner gründete Winschermann die Kammermusikvereinigung Collegium Pro Arte, die er 1954 nach Umwandlung in das Collegium Instrumentale Detmold auch selbst leitete.
Helmut Winschermann unternahm viele Konzertreisen als Solist und Kammermusiker und war ständiger Mitwirkender bei der Cappella Coloniensis, im Saarländischen Kammerorchester unter Karl Ristenpart und im Stuttgarter Kammerorchester.

## Deutsche Bachsolisten
Im Jahre 1960 gründete Winschermann, selbst auch Spezialist auf der Barockoboe, für die Frankfurter Bach-Konzerte eine Musiziergemeinschaft, die sich vor allem der Musik der Barockzeit annehmen sollte – die Deutschen Bachsolisten. In den ersten Jahren leitete Winschermann sein Orchester von der Oboe aus, tauschte später aber sein Instrument gegen den Taktstock. Seither musiziert das Ensemble in aller Welt. 1995 wurde es auf seiner 14. Japan-Tournee für seine Aufführungen sämtlicher sechs Brandenburgischen Konzerte von Johann Sebastian Bach begeistert gefeiert.
Aus Anlass des Jubiläums „50 Jahre Deutsche Bachsolisten“ konzertierte der inzwischen 90-jährige Winschermann mit seinem Kammerorchester am 17. Oktober 2010 im Bonner Beethoven-Haus. Das Programm enthielt die Goldberg-Variationen von J. S. Bach in der Instrumentierung von Helmut Winschermann.
Etwa 100 Schallplatten und CDs zeugen vom Wirken Helmut Winschermanns und seiner Bachsolisten.

## Ehrungen und Auszeichnungen
- Edison (Musikpreis) (zweimalige Auszeichnung)
- 1970 Verdienstorden der Bundesrepublik Deutschland (Verdienstkreuz 1. Klasse)
- 1995 Ehrenmitgliedschaft der Royal Academy of Music
- 2013 Georg-Philipp-Telemann-Preis der Landeshauptstadt Magdeburg

## Zitat
In einem Interview anlässlich seines 70. Geburtstages 1990 sagte Winschermann:

„Man hat mich in den 50iger [sic] Jahren als Sänger auf der Oboe apostrophiert. Ich bin damals ein sehr mutiger Bläser gewesen und habe auf der Oboe ein Espressivo versucht, was es bis dahin eigentlich noch nicht gegeben hatte. […] Mit den Anforderungen im modernen Orchester hat sich allerdings nun auch das Klangideal wieder verändert. Man spielt heute mit einem runderen, dunkleren und volleren Oboenton.“